# أبو بكر الطمستاني
أَبُو بكر الطمستاني الْفَارِسِي، أحد علماء أهل السنة والجماعة ومن أعلام التصوف السني في القرن الرابع الهجري، قال عنه أبو عبد الرحمن السلمي: «من أجل الْمَشَايِخ وَأَعْلَاهُمْ حَالا متفرد بِحَالهِ وَوَقته لَا يُشَارِكهُ فِيهِ أحد من الْمَشَايِخ وَلَا يدانيه، وكَانَ مَشَايِخ وقته يحترمونه»، وَكَانَ أَبُو بكر الشبلي يبجله وَيعرف لَهُ مَحَله، صحب إِبْرَاهِيم الدّباغ وَغَيره من مَشَايِخ الْفرس، قدم على مدينة نيسابور وَمَات بهَا بعد سنة 340 هـ.

## من أقواله
- لَا يُمكن الْخُرُوج من النَّفس بِالنَّفسِ وَإِنَّمَا يُمكن الْخُرُوج من النَّفس بِاللَّه تَعَالَى وَذَلِكَ بِصِحَّة الْإِرَادَة لله عز وَجل.[1]
- خير النَّاس من يرى أَن الْخَيْر فِي غَيره وَيعلم أَن السَّبِيل إِلَى الله كثير غير السَّبِيل الَّذِي هُوَ عَلَيْهِ لكَي يرى تَقْصِير نَفسه فِيمَا هُوَ عَلَيْهِ.[1]
- يَنْبَغِي أَن تكون حركات الْمَرْء وسكونه لله تَعَالَى أَو ضَرُورَة يضْطَر إِلَيْهَا وَمَا كَانَ غير ذَلِك فَلَا شَيْء.[1]
- من أحب من الْعُقَلَاء الْبَقَاء فِي الدَّار الفانية فَإِنَّمَا أحبه للتلذذ بمناجاة سَيّده والإقبال على الطَّاعَة بِحَسب طاقته وَأَن يكون تَحت أمره وَنَهْيه فالعاقل لهَذَا أحب الْبَقَاء وكر الفناء.[1]
- جالسوا الله كثيراً، وجالسوا الناس قليلا، يريد بذلك العزلة.[3]